# Emilio Estrada Icaza
Emilio Estrada Icaza (Guayaquil, 22 de juny de 1916-19 de novembre de 1961) va ser un empresari, polític i arqueòleg equatorià.

## Biografia
Fill de l'economista, banquer i polític Víctor Emilio Estrada Sciacaluga i d'Isabel Icaza Marín, net de Julio Icaza García i germà de l'historiador Julio Estrada Icaza i també de l'expresident equatorià Emilio Estrada Carmona. Va estudiar a l'Equador, EUA., França i Itàlia. Estudià primària en el col·legi Cristóbal Colón de Guayaquil, va acabar la secundària a la Baylor Military Academy dels Estats Units i va completar la seva formació superior en la Wharton School of Finance and Commerce, de la Universitat de Pennsilvània. Va dedicar gran part de la seva vida a l'arqueologia. Va ser autodidacta en anàlisi històrica i publicà diverses obres sobre les exploracions realitzades en diversos llocs de la costa de l'Equador i se'l reconeix com l'identificador de la cultura Valdivia, una de les més antigues del continent americà.
Va ser membre de la Society for American Archeology i la Current Anthropology. Al costat de la parella d'arqueòlegs Betty Meggers i Clifford Evans, va realitzar excavacions i va recol·lectar peces en molts llocs arqueològics. Gràcies a això, aconseguirien publicar l'important llibre Cronología de las culturas de la Cuenca del Guayas. A més de la cultura Valdivia, va estudiar les cultures Machalilla i Chorrera.
Estrada també va ser alcalde de Guayaquil durant els anys 1954-1956. i també va ser ambaixador de l'Assemblea General de l'ONU i integrant de la Casa de la Cultura de l'Equador.
Va morir d'un atac cardíac el 19 de novembre de 1961.

## Obres
Estrada va publicar les següents monografies:
- Ensayo preliminar sobre arqueología del Milagro. Publicaciones del Archivo Histórico del Guayas. Guayaquil, 1979.
- «Balsa and dugout navigation in Ecuador». The American Neptune 15 (2): 1–17. Salem, 1955. (anglès)
- Valdivia, un sitio arqueológico formativo en la provincia del Guayas, Ecuador. Museo Víctor Emilio Estrada. Guayaquil, 1979.
- Ultimas civilizaciones pre-históricas de la cuenca de Río Guayas. Publicaciones del Archivo Histórico de Guayas, Guayaquil, 1979.
- Los huancavilcas: últimas civilizaciones pre-históricas de la Costa del Guayas. Publicaciones del Archivo Histórico de Guayas, Guayaquil.
- Prehistoria de Manabí. Publicaciones del Archivo Histórico del Guayas, Guayaquil.
- Arqueología de Manabí central. Publicaciones del Museo Víctor Emilio Estrada, Guayaquil, 1962.